# Бизань
Биза́нь (нидерл. bezaan):
1. Бизань — название кормовой мачты на двух- и более мачтовом судне. На трёхмачтовых судах бизань всегда третья, на многомачтовых — последняя. Кормовая мачта на двухмачтовом судне также может называться бизань-мачтой, если носовая значительно её больше и находится в середине судна.
2. Трисельный парус, ставящийся с помощью фала и шкота на бизань-мачте, верхняя шкаторина которого шнуруется с помощью фала к гафелю, а нижняя растягивается по гику бизань-шкотом.
3. нижний прямой парус, ставящийся на бегин-рее бизань-мачты. В случае его наличия, косой парус будет называться «контр-бизань».
Слово бизань прибавляется к названиям всех частей рангоута, такелажа и парусов, крепящихся на бизань-мачте. Исключение составляет нижний рей, когда на бизани, кроме косого паруса, есть прямые паруса. Тогда рей будет называться «бегин-рей», а к деталям рангоута, находящимся выше марсовой площадки и на стеньгах, добавляется слово «крюйс».